# Blind Faith
Blind Faith fue un supergrupo británico de blues rock; formado por Eric Clapton (The Yardbirds, Cream), Ginger Baker (The Graham Bond Organisation, Cream), Steve Winwood (The Spencer Davis Group, Traffic) y Rick Grech (Family). Tan solo publicaron un álbum, Blind Faith, en agosto de 1969. Se les puede comparar estilísticamente a las bandas que Winwood y Clapton habían tenido anteriormente, Traffic y Cream, respectivamente. La banda ayudó en la fusión del rock y el blues.

## Historia y formación
Blind Faith nació a mediados de 1968 mientras el grupo Cream se disolvía. El supergrupo alcanzó un gran éxito en ventas en muy pocos años, lo que se tradujo en un gran éxito financiero. A pesar de este panorama, los conflictos entre Jack Bruce y Ginger Baker complicaban las relaciones dentro del grupo. Eric Clapton, que actuaba como mediador en estos conflictos, también se sentía obligado y cansado de tocar un blues comercial, sin la posibilidad de experimentar con nuevos sonidos.
Steve Winwood enfrentaba problemas similares con The Spencer Davis Group, donde había sido cantante durante tres años. Winwood buscaba fundir elementos del jazz en la música blues, pero abandonó al grupo debido a sus marcadas diferencias musicales, formando una nueva banda -- Traffic -- en 1967. Esta banda se separó temporalmente en 1969, y Winwood comenzó a trabajar con su amigo Eric Clapton tocando en sesiones de improvisación en Surrey, Inglaterra. Winwood y Clapton habían trabajado previamente en la grabación de Clapton "Powerhouse".
Clapton, complacido con las jam sessions piensa seriamente en la posibilidad de formar un trío con Winwood, pero necesitaban un baterista. Ginger Baker se presentó ante ellos en 1969, tomando el puesto de forma definitiva. Pero Clapton cuestionó la llegada de Baker, porque él había prometido a Jack Bruce que si volvieran a reunirse los miembros de Cream, los tres tendrían que participar. Además, Clapton no se quería reunir con Cream apenas nueve semanas después de  la disolución. Pero Winwood finalmente persuadió a Clapton a formar parte de la banda, con Baker en la batería, argumentando lo difícil que sería para ellos encontrar a un baterista igualmente talentoso.
En mayo de 1969 Ric Grech, bajista de Family, fue invitado a participar en el grupo (dejando a Family en medio de una gira). Ellos hicieron la mayor parte de su álbum en Olympic Studios, bajo la supervisión del productor Jimmy Miller. Por ese entonces ya se hacían llamar "Blind Faith" (en español Fe ciega), debido a la visión que tenía Clapton de su nuevo grupo.

## Discografía
- 1969: Blind Faith

- Datos: Q548656
- Multimedia: Blind Faith / Q548656